# Oligarquía Meiji

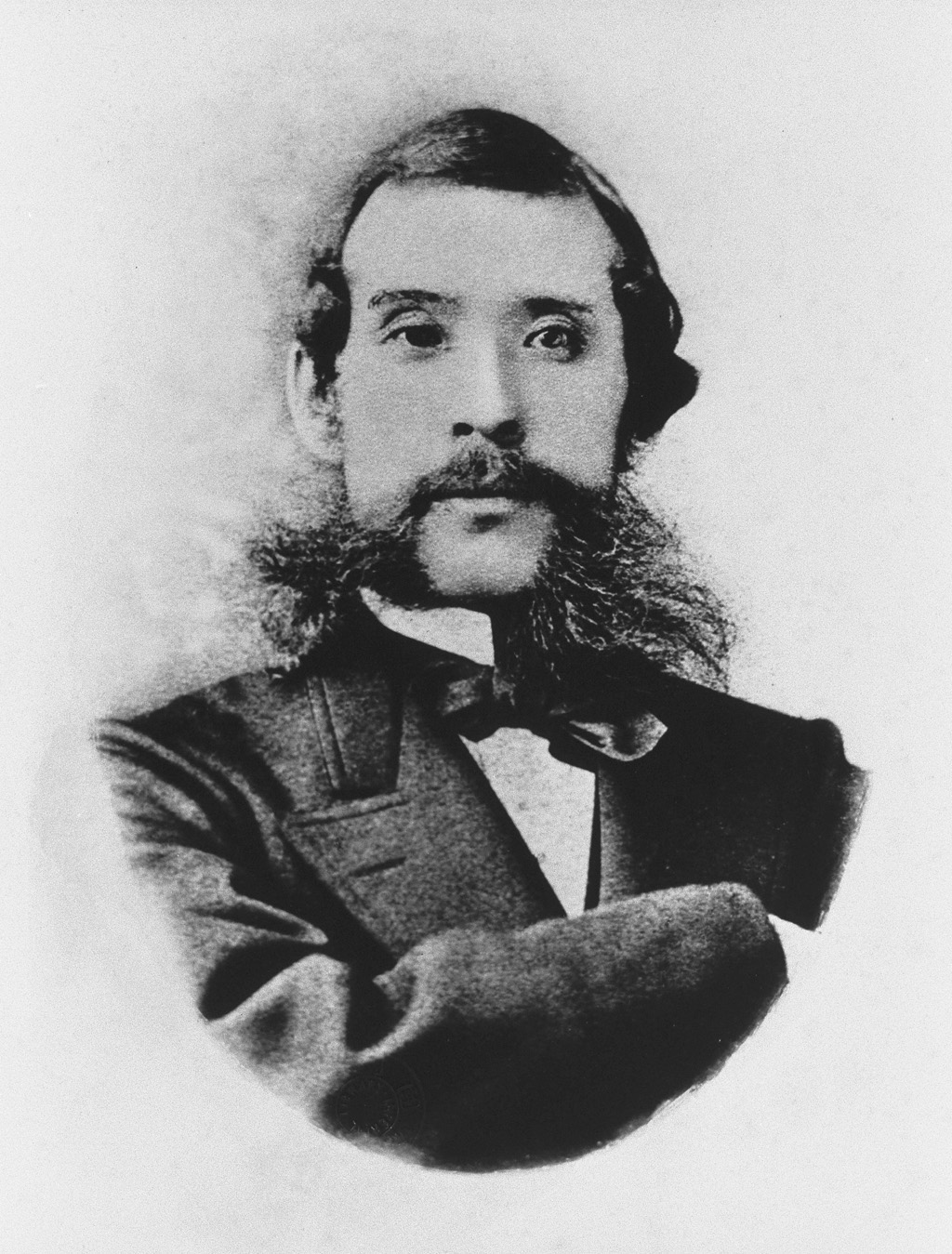
Ōkubo Toshimichi

La Oligarquía Meiji fue el nombre usado para describir a la nueva clase dirigente durante el Japón del periodo Meiji. En Japón, se la conoce como camarilla dominante domain clique (藩閥 hambatsu?).
Los miembros de esta clase eran seguidores del kokugaku y se veían a sí mismos como los creadores de un nuevo orden tan grandioso como el establecido por los fundadores originales de Japón. Dos de las principales figuras de este grupo fueron Ōkubo Toshimichi (1832-1878), hijo de un criado del Dominio de Satsuma, y un samurái Satsuma, Saigō Takamori (1827-1877), que había unido sus fuerzas con los dominios de Chōshū, Tosa y Hizen para derrocar al Shogunato Tokugawa. Okubo se convirtió en Ministro de Fianzas y Saigo Takamori en Mariscal de campo; ambos eran Consejeros Imperiales. Kido Koin (1833-1877), nativo de Chôshû y pupilo de Yoshida Shōin, conspiró junto con Okubo y Saigô, y fue nombrado ministro de Educación y fue designado presidente de la Conferencia del Gobierno, luchando por un gobierno constitucional. Otros nombres ilustres son Iwakura Tomomi (1825-1883), nativo de Kyoto y opositor al Shogunato Tokugawa, que llegó a ser el primer embajador en Estados Unidos, u Ōkuma Shigenobu (1838-1922), de Hizen, estudiante de Rangaku, Chino e Inglés, y que después de ocupar varias carteras ministeriales, llegó a primer ministro en 1898.
Para lograr los objetivos requeridos por el nuevo orden, el Hanbaku abolió el Sistema jerárquico del Periodo Edo (士農工商 shinōkōshō) por medio de una serie de reformas económicas y sociales. Los ingresos del shogunato Tokugawa dependían de los impuestos recogidos en las tierras del clan Tokugawa y de otros daimio, préstamos de agricultores ricos y de mercaderes, impuestos sobre ciertos productos y el rechazo a aceptar divisas y préstamos extranjeros. Para lograr ingresos y desarrollar una sólida infraestructura, el nuevo gobierno invirtió en mejoras en los puertos, faros, maquinaria importada, colegios, estudios en el extranjero, salarios para profesores y consejeros extranjeros, modernizaciones en el ejército y la armada, red ferroviaria y red de telégrafo, además de mandar misiones diplomáticas al extranjero, como la Misión Iwakura.
Tiempos de dificultad económica, que resultaron en muchas revueltas campesinas, obligaron a llevar a cabo reformas sociales. Además de los antiguos y elevados arriendos, impuestos e intereses, el ciudadano media se enfrentaba ahora a pagos en contado de nuevos impuestos, servicio militar obligatorio y pago de matrículas para el recién introducido sistema de educación obligatoria. Se necesitaba más tiempo para corregir las injusticias del pasado. Para llevar a cabo con éxito estas reformas, el antiguo sistema de clases de samuráis, granjeros, artesanos y mercaderes, propio de la era Tokugawa se abolió en 1871, y, aunque muchos prejuicios sociales y conciencia de estatus continuaron, todo ciudadano Japonés era teóricamente igual ante los ojos de la ley. Irónicamente, el gobierno ayudó a perpetuar las distinciones sociales, creando nuevas clases: Los antiguos daimio pasaron a ser nobleza hereditaria (華族 kazoku), los samuráis se convirtieron en pequeña nobleza o alta burguesía, y todos los demás se convirtieron en plebeyos. Las pensiones de los daimios y los samurái se liquidaban en una tacada, y luego perdería su exclusividad a reclamar puestos militares. Muchos antiguos samuráis buscaron nuevas formas de ganarse la vida, y se convirtieron en burócratas, profesores, oficiales del ejército o la policía, periodistas, estudiantes, colonos en las zonas nortes de Japón, banqueros y empresarios. Estas nuevas vías de ingresos aliviaron un poco las tensiones entre el gobierno y la antigua clase samurái, ya que algunos prosperaron inmensamente. Sin embargo, muchos otros no tuvieron tanta suerte, y fueron un significativo grupo opositor durante los años siguientes.
La Crisis Coreana de 1873 tuvo como resultado la renuncia de los partidarios de una expedición militar, Saigo Takamori, y el Consejero de Estado Etō Shimpei (1834-1874). Eto, fundador de varias organizaciones patrióticas, conspiró con otros elementos discontentos para comenzar una insurrección armada contra tropas del gobierno en Saga, capital de su prefectura nativa, Kyūshū, en 1874. Encargado de suprimir la revuelta, Okubo aplastó rapidamento a Eto, que había pedido sin éxito el apoyo de Saigo. Tres años más tarde tuvo lugar el último levantamiento armada a gran escala, la Rebelión de Satsuma, siendo la amenaza más seria a la que se tuvo que enfrentar el Gobierno Meiji. Esta vez, Saigo Takamori si desempeñó un rol activo. La Rebelión de Saga y otras revueltas campesinas o de samuráis descontentos con el nuevo rumbo del Gobierno habían sido frenadas con facilidad por el ejército. Sin embargo, los samurái del dominio Satsuma eran numerosos, y tenían una larga tradición de oposición a la autoridad central. Saigo, con cierta reticencia y solo tras muchos y generalizados choques con las reformas Meiji, lideró una rebelión en 1877. Ambos bandos lucharon con todas sus fuerzas, pero un ejército más moderno y una mejor financiación del Gobierno acabaron con la revuelta Satsuma. Aunque fue derrotado y cometió seppukku, no fue tachado de traidor, y sigue siendo una figura heroica en la historia y tradición japonesa. La supresión de la rebelión Satsuma marcó el final de continuadas y serias amenazas al Gobierno Meiji, pero fue aleccionador para la oligarquía Meiji. El breve conflicto había secado las arcas nacionales, llevado a una seria inflación y a un descenso del valor del terreno y de los vitales impuestos. Todo esto llevó a una situación donde nuevas reformas eran inevitables.

## Lista de políticos relevantes durante la Era Meiji
Los siguientes hombres fueron figuras relevantes durante la Restauración Meiji, y en el subsiguiente Gobierno de la Era Meiji:

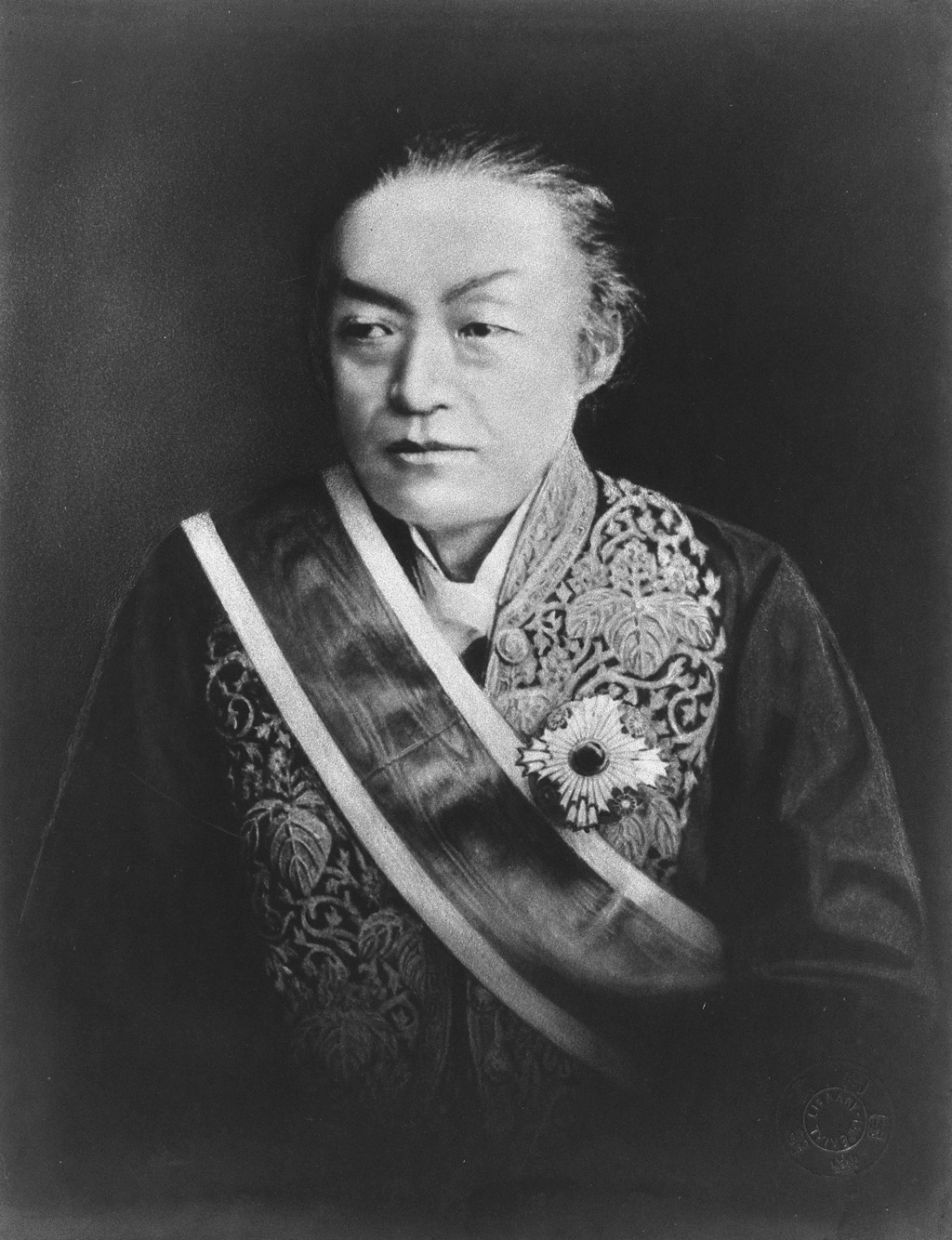
Iwakura Tomomi

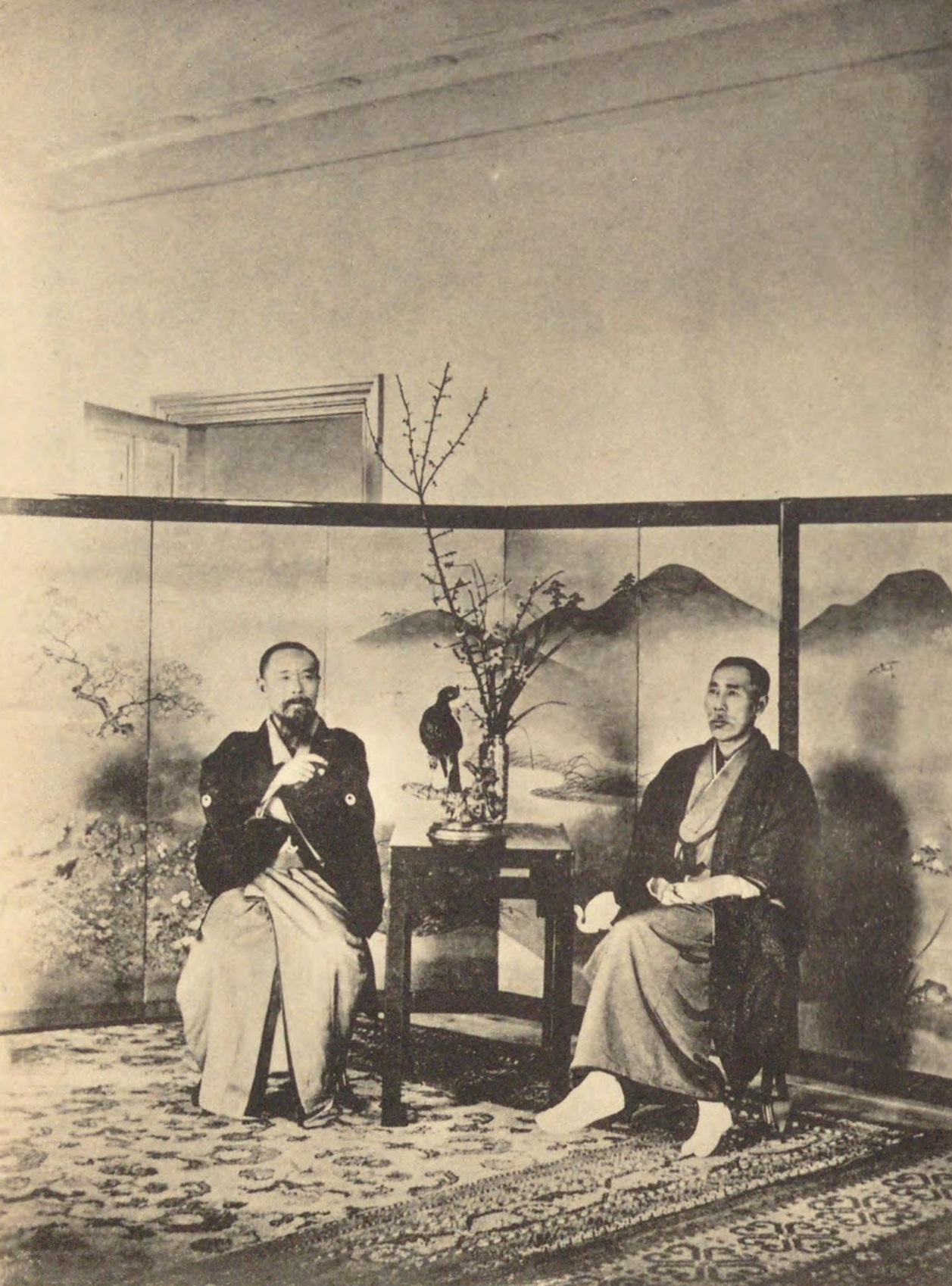
Itō Hirobumi (izquierda) y Yamagata Aritomo (derecha) en 1896

De la Corte:
- Iwakura Tomomi (1825-1883)
- Saionji Kinmochi (1849-1940)
- Sanjō Sanetomi (1837-1891)

Del Dominio de Satsuma:
- Godai Tomoatsu (1836-1885)
- Kuroda Kiyotaka (1840-1900)
- Matsukata Masayoshi (1835-1924)
- Mori Arinori (1847-1889)
- Ōkubo Toshimichi (1830-1878)
- Oyama Iwao (1842-1916)
- Saigō Takamori (1827-1877)
- Saigō Tsugumichi (1843-1902)
- Terashima Munenori (1836-1893)

Del Dominio de Chōshū:
- Inoue Kaoru (1835-1915)
- Itō Hirobumi (1841-1909)
- Kido Takayoshi (1833-1877)
- Ōmura Masujirō (1824-1869)
- Takasugi Shinsaku (1837-1867)
- Yamagata Aritomo (1838-1922)

Del Dominio de Tosa:
- Gotō Shōjirō (1838-1897)
- Itagaki Taisuke (1837-1919)
- Sakamoto Ryōma (1836-1867)

Del Dominio de Hizen:
- Etō Shimpei (1834-1874)
- Oki Takato (1832-1899)
- Ōkuma Shigenobu (1838-1922)
- Soejima Taneomi (1828-1905)

Otros:
- Hayashi Tadasu (1850-1913)
- Inoue Kowashi 1844-1905)
- Katsu Kaishū (1823-1899)
- Yokoi Shonan (1809-1869)
- Yuri Kimimasa (1829-1912)